# Богемістика
Богемістика — наука, що вивчає чеську мову та літературу. У ширшому значенні цей термін стосується чеської нації загалом (тобто культури, історії тощо).
Назва пішла від Богемії ― історичного регіону в Центральній Європі, що займала західну половину сучасної Чехії.

## Історія лінгвістичної галузі

### Початки наукового дослідження чеської мови
Ця галузь виникла ще в XIV столітті, коли вперше з'явилися професійні праці, присвячені чеській мові.

#### Кларет
Чеський учений часів Карла IV. Варфоломій Хлумецький на прізвисько Кларет (близько 1320 – близько 1379) був першим, хто спробував створити чеську наукову термінологію. Він зробив це у своїх трьох великих віршованих словниках – «Глосарії», «Богемському» та «Граматичному словнику». Менший словник отримав назву Exemplarius. Деякі нові форми, введені Кларетом, існують у чеській мові й сьогодні (наприклад, yepice, háv, zlatohlav).

#### Ян Гус
Ян Гус (близько 1370 – 6 липня 1415) також цікавився чеською мовою. Авторство Гуса щодо латинської праці Orthographia Bohemica (Про чеську орфографію) неможливо однозначно довести, але зазвичай її приписують йому. Відповідно до реформи, запропонованої у згаданій праці, сучасний чеський правопис sprežek мав бути замінений діакритичним правописом.

### Епоха гуманізму
Чеські гуманісти XV століття (наприклад, Вікторін Корнель з Všehrd) захищали чеську мову від звинувачень у недосконалості порівняно з латиною, тож вони прагнули, щоб чеська мова могла зрівнятися з нею в лексичному та стилістичному аспектах.
Три священики-утраквісти: Бенеш Оптат з Тельче, Петро Гзель з Праги та Вацлав Філомат ― у першій третині XVI століття склали першу «Граматику чеської мови» (Grammatika česká). Хоча вона не була повною, вони заклали основи для кодифікації гуманістичної чеської мови, особливо у галузях фонетики та морфології.

#### Ян Благослав
Ян Благослав (1523–1571), єпископ Братської Єдності, був великим знавцем чеської мови.  Він переклав Новий Заповіт з латинської та грецької на чеську мову (переклад опубліковано 1564 р.), чим дав поштовх до створення Кралицької Біблії (1576–1594). Переклад Благослава став зразком досконалої мови. Він присвятив чеській граматиці загалом двадцять років свого життя і завершив її незадовго до своєї смерті. Книга насправді є коментованим виданням давнішої чеської граматики Бенеша Опта, Петра Гзеля та Вацлава Філомата і доповнена Благославом великим розділом про стилістичну культуру і мовні норми. Книга також доповнена збіркою чеських прислів'їв.

#### Матоуш Бенешовський
Матоуш Бенешовський, названий Філономом, про життя якого немає дуже достовірних документів, є автором двох лінгвістичних праць. «Богемська граматика» була видана в 1577 році, а «Книга чеських слів витлумачених» в 1587 році. Бенешовський вважається першим автором, який описав семивідмінкову структуру чеської мови і був близький до відкриття форми дієслова. Його фах – робота із загальнослов'янським матеріалом, переважно малоросійським (українським), менше південнослов'янським, а в сучасній редакції (О. Коупіл) він називається праслов'янським. У рамках гуманістичної традиції він також оспівує чеську мову та пропагує чистоту чеської мови з позиції крайнього пуризму. Цілком унікальною є його Книга Псалмів, написана церковнослов'янською мовою з чеською орфографією.

#### Данієль Адам ізВелеславіна
Лексикограф Данієль Адам з Велеславіна (1546–1599) уклав чотиримовний словник «Багатство чотирьох мов»  (Silva quadrilinguis, 1598), у якому зіставляв дві мертві мови (латинську та грецьку) і дві живі мови (чеську та німецьку).
За словами Данієля Адама з Велеславіна, всю мовну (і загалом культурну) епоху в Чехії називають великослов'янським періодом. Йозеф Добровський на початку ХІХ століття продовжив роботу над чеською мовою, маючи на меті створити сучасну літературну чеську мову.

#### Словаки
Словаки також брали участь у розвитку богеми. Одним із найвизначніших був Ваврінец Бенедикт з Нудожера (1555–1615), який працював у Празькому університеті і написав латинський словник чеської мови, відомий як «Дві книги богемської граматики» (Grammaticæ bohemicæ libri duo, 1603). Крім тлумачень, книга містить ряд заміток про діалекти. Ще однією важливою працею була «Богемо-слов'янська граматика» (Grammatica Bohemico-Slavica, 1746) Павла Долежала.

### Період барокових граматик
Період словесного бароко (1620–1770 років) приніс із собою підвищений теоретичний інтерес до чеської мови у формі кількох граматик, деякі з яких були видані багато разів. Ця мовна активність інколи пов’язана зі складним становищем чеської мови, яка поступово була витіснена зі сфери вищої адміністрації та світської елітарної культури та мусила протистояти посиленому тиску німецької мови. Уявлення про її занепад, однак, здебільшого є ревіталізаторським міфом, який також був підтриманий позитивістською богемою ХХ століття. Сьогодні важливість білогорської літератури (літератури бароко Чехії) широко визнана, як внесок єзуїтських авторів у вивчення чеської мови.
Серед перших барокових творів, зосереджених на мові, є «Богемська граматика» (Grammatica Boemica) Яна Драховського 1660 року  та «Чистка чеської мови» (Brus jazyka skésky) Їржі Констанца 1667 року, яку опублікував Матей Вацлав Штеєр лише після його смерті. Так званий «Жачек» Штеєра був орієнтований на практику і мав повну назву «Чудовий спосіб добре писати чеською мовою або друкувати» (1668, 1730, 1781). Про граматику Котелову (близько 1691 року) майже нічого не відомо. Однак найважливішою оригінальною лінгвістичною працею є латинська Čechořečnost, seu Grammatica linguae Bohemicae Вацлава Яна Рози 1672 року. Вона також містить передмову, яка, по суті, є захистом чеської мови. Повторні видання «Grammatica Linguae Boemicae» Вацлава Яндита (1704, 1705, 1715, 1732, 1739, 1753) також свідчать про постійний інтерес до мови, з постійно передрукованою передмовою, яка містила палкий захист чеської мови та іноді доповнювалася пуристичним словником. У деяких виданнях ми також знаходимо вказівки, як написати чеську п’єсу або як розмовляти у вищому суспільстві. Роль цих провідників ще чекає на детальніші дослідження, але, можливо, виявиться, що чеська не була витіснена з елітарної світської культури так повно, як стверджується.

### Національне відродження

#### Йозеф Добровський
Йозеф Добровський (1753–1829), провідний діяч першого покоління діячів відродження, вважається засновником сучасної наукової богемістики (а також славістики). Саме перед цим поколінням постали складні завдання, серед яких:
- зробити чеську мову предметом теоретичного вивчення, описати її історію, розвиток та сучасний стан і структуру науковими методами просвітницького раціоналізму;
- створити основи писемної чеської мови шляхом встановлення нового єдиного стандарту та впровадження його кодифікації;
- охарактеризувати сучасний розвиток і сучасний стан чеської літератури.

Добровський взявся за ці завдання і вже у 1792 році завершив написану німецькою мовою працю «Історія чеського слова та літератури» (Geschichte der böhmischen Sprache und Literatur). У цьому літературно-історичному дослідженні Добровський розробив періодизацію чеської літератури, яка використовується й сьогодні. Він визначив великослов’янський період як період розквіту чеської писемності. Однак він також виділив гуситський період.
Іншу працю Добровського «Докладний словник чеської мови» (Ausführliches Lehrgebäude der böhmischen Sprache, 1809) можна охарактеризувати як ключову працю з богемістики, без якої сучасна чеська мова мала б значно інший вигляд. Автор продовжив гуманістичну чеську Кралицьку Біблію, і його нормативні пропозиції з невеликими винятками були незабаром прийняті. (Ян Гебауер також спирався на цей кодифікаційний словник у другій половині ХІХ століття.)
Третім значним досягненням Йозефа Добровського в галузі богемістики було укладання двотомного «Німецько-чеського словника» (Deutsch-böhmisches Wörterbuch, 1802 і 1821).

#### Йозеф Юнгман
Ще один відроджувач чеської мови Йозеф Юнгман (1773–1847) був автором п’ятитомного «Чесько-німецького словника» (опублікованого у 1834–1839 рр.), що базувався на роботі Йозефа Добровського. У ній він зібрав не лише близько 120 000 чеських слів, джерелом яких були чеські літературні пам’ятки та мова народу, але також включив вислови з інших слов’янських мов (особливо російської та польської) та власні новотвори. Укладаючи словник, він хотів довести, що чеська є такою ж багатою і досконалою мовою, як і німецька. Поява чеської технічної номенклатури пов'язана із розвитком чеської науки в період національного відродження. Разом зі словником Добровського словник Юнгмана став наріжним каменем для поступового встановлення стандарту та кодифікації сучасної чеської мови.
Юнгман займався також історією чеської літератури. У праці «Історія чеської літератури, або Систематичний огляд чеських писань з короткою історією народу, просвіти і мови» (Historie literatury české aneb soustavný přehled spisů českých s krátkou historií národu, osvícení a jazyka, 1825) він записав чеські літературні пам'ятки від найдавніших часів до наших днів. Періодизація історії чеської літератури значною мірою базується на концепції Йозефа Добровського.

### Межа ХІХ–ХХ століть – позитивістська доба
З кінця ХІХ століття розвиваються позитивістські методи дослідження мови і літератури.

#### Ян Гебауер
Найважливішим представником цього етапу історії богемістики був Ян Гебауер (1838–1907) ―  один із найвідоміших чеських учених усіх часів. Його творчість на рубежі ХІХ і ХХ століть означала для чеської мови те саме, що й творчість Йозефа Добровського 100 років тому. Будучи доцентом, а потім професором чеської мови в Карловому університеті, він підготував низку чудових наступників (наприклад, Вацлава Ертла). Гебауер продовжив роботу Добровського і запропонував кодифікацію писемної чеської мови, яка враховувала поточні потреби мови на той час і яка в багатьох відношеннях актуальна й сьогодні. Його «Історичний словник чеської мови» є ключовою богемською працею. За життя він встиг видати три частини – «Фонетика» (1894), «Морфологія – Відмінювання» (1896) і «Морфологія – Час» (1898). Четверта частина «Skladba» була відредагована для публікації лише Франтішеком Травнічеком у 1929 році. Уся робота підкріплена великим, ретельно обробленим матеріалом і досі вважається надійним джерелом. Також Гебауер укладав двотомний «Словник старочеської мови» (1903), який закінчив професор Еміль Сметанка. «Чеський словник для середніх шкіл і учительських інститутів I, II» (1890) спочатку створювався як шкільний підручник, але поступово став кодифікаційним посібником і основною богемною працею свого часу. Він містить вичерпний опис сучасної чеської фонетики, словотвору, морфології, складу та орфографії. Богуслав Гавранек та Алоїс Єдлічка продовжили обробку чеського словника у своєму словнику, який також був опублікований у 1891 році у скороченій, зрозумілішій та доступнішій формі як «Короткий чеський слоник» (Krátká mlovnice česká). Над його пізнішими редакціями, серед інших, працював уже згаданий Вацлав Ертл.

#### Інша позитивістська богема
Інші богеми-позитивісти включають Вацлава Ертла, Йозефа Зубатого та Ярослава Влчека.

### Міжвоєнний період
Між першою та другою світовими війнами богема частково схилилася до структуралізму (Вілем Матезіус, Ян Мукаржовський).

### Чехословаччина після Другої світової війни
Після Другої світової війни були докладені зусилля для просування марксистської методології (Богуслав Гавранек, Карел Горалек, Зденек Неєдли та інші).
Директором Інституту чеської мови був Франтішек Данеш (1919–2015).

## Українська богемістика
Українські та чеські мовні зв'язки мають глибокі корені, що сягають часів Давньої Русі. Уже у ХІХ столітті українські письменники та вчені вивчали та були зацікавлені у творах чеських "будителів", як підтверджує, наприклад, подорож І. Срезневського до Чехії у 1840 році. Рукописи Краледворського і Зеленогорського також привертали увагу українських науковців та перекладачів, таких як М. Шашкевич, І. Вагилевич, С. Руданський, І. Франко. Іван Франко зокрема віддавав велику увагу чеській літературі, перекладаючи тексти таких авторів, як К. Гавлічек-Боровський, Я. Врхліцький, а також писав огляди, коментарі та рецензії на їхні твори.
Тривалий час основними богемістичними центрами в Україні були відповідні кафедри Київського та Львівського університетів. Київську кафедру славістики очолював мовознавець Л. Булаховський. У м. Львові значний внесок у розвиток літературознавчої богемістики та перекладу зробив В. Моторний (1929–2015). З другої половини ХХ століття до богемістичних досліджень долучилися також академічні Інститут мовознавства (тепер Інститут мовознавства ім. О. О. Потебні Національної академії наук України) та Інститут літератури (тепер Інститут літератури ім. Т. Г. Шевченка Національної академії наук України). Серед перекладачів цього періоду — Г. Кочур, В. Житник (1938–2010), Р. Лубківський, Л. Череватенко та ін. Проте до початку 1990-х вибір текстів для перекладу був дуже заангажований: найбільше перекладали твори Я. Гашека, Ї. Волькера, І. Ольбрахта (1882–1952). Великою подією стало видання «Чеська поезія. Антологія» (1964, за редакцією Г. Кочура та М. Рильського). Своєрідним підсумком цього періоду став вихід двох томів «Чесько-українського словника» та п’яти томів видання «Українська література в загальнослов’янському і світовому літературному контексті», що містить як аналітичні статті, так і бібліографічні матеріали, зокрема з української богемістики.
У 1990-х богемістика в Україні зазнала певної стагнації, проте від початку ХХІ століття помітний ріст як науково-навчальних установ (відкриття нових кафедр і спеціальностей у містах Києві, Ужгороді, Івано-Франківську), так і в перекладах. Останні надолужують втрати комуністичного періоду (переклади творів К. Чапека, Б. Грабала, В. Гавела, М. Кундери тощо) і відтворюють здобутки сучасної літератури. У цьому перекладачів підтримують Чеський центр при Посольстві Чеської Республіки в м. Києві та Чеський літературний центр (секція Моравської земської бібліотеки у м. Брні). Популяризації богемістики у світі сприяють організовані ними Перекладацький конкурс імені Сузанни Рот та щорічні Богемістичні семінари.
Спільні корені між українською та чеською мовами роблять важким чітке відокремлення запозичень. У сучасній українській літературній мові можна знайти такі слова, як архієпископ, гетьман, пан, ґрунт, жовнір, зрада, каплиця, квитанція, келих, кошт, бавовна, доконати, небіжчик, наступник, які походять з чеської. Поява перших українських граматик у ХІХ столітті була стимульована діяльністю чеха Й. Добровського. У своїй праці "Institutiones" він класифікував слов'янські мови, не враховуючи українську. Він розглядав всі східнослов'янські мови як одну – російську, хоча одночасно розрізняв словацьку від чеської та верхньолужицьку від нижньолужицької, де мовні відмінності були невеликі. Це ігнорування української мови стало своєрідним поштовхом для розвитку української науки.

## Пов'язані статті
- Лінгвістика
- Лексикографія
- Література